# Ingrid Martins
Ingrid Gamarra Martins (Rio de Janeiro, 22 agosto 1996) è una tennista brasiliana.

## Carriera
Ingrid Gamarra Martins ha vinto 4 titoli in singolare e 11 titoli in doppio nel circuito ITF. Il 31 gennaio 2022 ha ottenuto il suo best ranking nel singolare piazzandosi alla 448ª posizione, mentre il 6 novembre 2023 ha raggiunto il miglior piazzamento mondiale nel doppio alla 47ª posizione.
Ha fatto il suo debutto nel circuito maggiore al Rio Open 2015 - Doppio femminile, in coppia con la connazionale Carolina Alves.
La Gamarra Martins è stata una studentessa all'Università della Carolina del Sud, laureandosi nel 2019, specializzandosi in tecnologia dell'informazione integrata. Come membro della squadra tennistica femminile del Gamecocks, ha vinto il torneo del Southeastern Conference 2019, ricevendo gli onori della miglior giocatrice dell'evento e dell'anno, terminando la sua esperienza del tennis al college posizionandosi al quarto posto del ranking della Intercollegiate Tennis Association.

## Statistiche WTA

### Doppio

#### Vittorie (2)
| Legenda              |
| -------------------- |
| Grande Slam (0)      |
| Ori Olimpici (0)     |
| WTA Finals (0)       |
| WTA Elite Trophy (0) |
| Dal 2021             |
| WTA 1000 (0)         |
| WTA 500 (0)          |
| WTA 250 (2)          |

| N. | Data            | Torneo                        | Superficie | Compagna         | Avversarie in finale        | Punteggio   |
| 1. | 2 luglio 2023   | Bad Homburg Open, Bad Homburg | Erba       | Lidzija Marozava | Eri Hozumi Monica Niculescu | 6-0, 7-6(3) |
| 2. | 3 novembre 2024 | Mérida Open, Mérida           | Cemento    | Quinn Gleason    | Magali Kempen Lara Salden   | 6-4, 6-4    |

#### Sconfitte (1)
| Legenda              |
| -------------------- |
| Grande Slam (0)      |
| Argenti Olimpici (0) |
| WTA Finals (0)       |
| WTA Elite Trophy (0) |
| Dal 2021             |
| WTA 1000 (0)         |
| WTA 500 (0)          |
| WTA 250 (1)          |

| N. | Data           | Torneo              | Superficie  | Compagna         | Avversarie in finale             | Punteggio        |
| 1. | 26 maggio 2023 | Marocco Open, Rabat | Terra rossa | Lidzija Marozava | Sabrina Santamaria Jana Sizikova | 6-3, 1-6, [8-10] |

## Circuito WTA 125

### Doppio

#### Vittorie (4)
| N. | Data             | Torneo                           | Superficie  | Compagna      | Avversarie in finale              | Punteggio           |
| 1. | 26 novembre 2022 | Montevideo Open, Montevideo      | Terra rossa | Luisa Stefani | Quinn Gleason Elixane Lechemia    | 7-5, 6(6)-7, [10-6] |
| 2. | 7 settembre 2024 | Montreux Open, Montreux          | Terra rossa | Quinn Gleason | María Carlé Simona Waltert        | 6-3, 4-6, [10-7]    |
| 3. | 15 giugno 2025   | Città di Grado Tennis Cup, Grado | Terra rossa | Quinn Gleason | Veronika Erjavec Dominika Šalková | 6-2, 5-7, [10-5]    |
| 4. | 13 luglio 2025   | Grand Est Open 88, Contrexéville | Terra rossa | Quinn Gleason | Emily Appleton Isabelle Haverlag  | 6-1, 7-6(4)         |

#### Sconfitte (3)
| N. | Data           | Torneo                          | Superficie  | Compagna         | Avversarie in finale            | Punteggio           |
| 1. | 18 maggio 2024 | Parma Ladies Open, Parma        | Terra rossa | Elixane Lechemia | Anna Danilina Irina Chromačëva  | 1-6, 2-6            |
| 2. | 17 agosto 2024 | Barranquilla Open, Barranquilla | Cemento     | Quinn Gleason    | Jessica Failla Hiroko Kuwata    | 6-4, 6(2)-7, [7-10] |
| 3. | 7 giugno 2025  | Open delle Puglie, Bari         | Terra rossa | Quinn Gleason    | Marija Kozyreva Iryna Šymanovič | 6-3, 4-6, [7-10]    |

## Statistiche ITF

### Singolare

#### Vittorie (4)
| Torneo $100.000 (0) |
| Torneo $80.000 (0)  |
| Torneo $75.000 (0)  |
| Torneo $60.000 (0)  |
| Torneo $50.000 (0)  |
| Torneo $40.000 (0)  |
| Torneo $25.000 (0)  |
| Torneo $15.000 (4)  |
| Torneo $10.000 (0)  |

| N. | Data            | Torneo                    | Superficie | Rivale                | Risultato        |
| 1. | 7 luglio 2019   | Cancun Tennis Cup, Cancún | Cemento    | Thaisa Grana Pedretti | 7-6(3), 7-6(4)   |
| 2. | 18 agosto 2019  | Cancun Tennis Cup, Cancún | Cemento    | Emilie Lindh          | 6-1, 6-3         |
| 3. | 2 febbraio 2020 | Cancun Tennis Cup, Cancún | Cemento    | Taylor Ng             | 6-3, 6-2         |
| 4. | 9 febbraio 2020 | Cancun Tennis Cup, Cancún | Cemento    | Verena Meliss         | 6(4)-7, 7-5, 6-4 |

#### Sconfitte (3)
| Torneo $100.000 (0) |
| Torneo $80.000 (0)  |
| Torneo $75.000 (0)  |
| Torneo $60.000 (0)  |
| Torneo $50.000 (0)  |
| Torneo $40.000 (0)  |
| Torneo $25.000 (0)  |
| Torneo $15.000 (2)  |
| Torneo $10.000 (1)  |

| N. | Data              | Torneo                      | Superficie  | Rivale              | Risultato |
| 1. | 2 ottobre 2016    | LTP Charleston, Charleston  | Terra verde | Nicole Coopersmith  | 3-6, 4-6  |
| 2. | 27 settembre 2020 | Porto Open, Porto           | Cemento     | Beatriz Haddad Maia | 3-6, 2-6  |
| 3. | 5 settembre 2021  | Magic Hotel Tours, Monastir | Cemento     | Moyuka Uchijima     | 1-6, 4-6  |

### Doppio

#### Vittorie (11)
| Torneo $100.000 (0) |
| Torneo $80.000 (0)  |
| Torneo $75.000 (0)  |
| Torneo $60.000 (2)  |
| Torneo $50.000 (0)  |
| Torneo $40.000 (0)  |
| Torneo $25.000 (2)  |
| Torneo $15.000 (6)  |
| Torneo $10.000 (1)  |

| N.  | Data              | Torneo                                                      | Superficie  | Partner                  | Avversarie                            | Punteggio           |
| 1.  | 21 marzo 2015     | Circuito Feminino Future de Tênis, Ribeirão Preto           | Terra rossa | Valerija Strachova       | Melina Ferrero Carla Lucero           | 6-0, 6-3            |
| 2.  | 29 luglio 2016    | Torneio Internacional de Campos do Jordão, Campos do Jordão | Cemento     | Laura Pigossi            | Maria Fernanda Alves Luisa Stefani    | 6–3, 3–6, [10–8]    |
| 3.  | 14 luglio 2017    | Torneio Internacional Feminino de Tênis, Campos do Jordão   | Terra rossa | Camila Giangreco Campiz  | Nathaly Kurata Rebeca Pereira         | 6-3, 7-6(1)         |
| 4.  | 13 luglio 2019    | Cancun Tennis Cup, Cancún                                   | Cemento     | Eduarda Piai             | Angela Kulikov Rianna Valdes          | 6(1)-7, 7-5, [11-9] |
| 5.  | 8 febbraio 2020   | Cancun Tennis Cup, Cancún                                   | Cemento     | Thaisa Grana Pedretti    | Eleonore Tčakarova Verginie Tčakarova | 6-2, 6-2            |
| 6.  | 12 settembre 2020 | Figueira da Foz Ladies Open, Figueira da Foz                | Cemento     | Beatriz Haddad Maia      | Jacqueline Cabaj Awad Inês Murta      | 7-5, 6-1            |
| 7.  | 6 marzo 2021      | MTA Open Series, Adalia                                     | Terra rossa | Jessie Aney              | Jang Su-jeong Park So-hyun            | 6-2, 6-2            |
| 8.  | 17 luglio 2021    | Almada Open, Almada                                         | Cemento     | Olga Parres Azcoitia     | Océane Babel Lucie Nguyen Tan         | 4-6, 6-3, [10-8]    |
| 9.  | 28 agosto 2021    | Magic Hotel Tours, Monastir                                 | Cemento     | Jazmín Ortenzi           | Sakura Hondo Yuka Hosoki              | 6-2, 6-0            |
| 10. | 2 dicembre 2022   | Aberto da República, Rio de Janeiro                         | Terra rossa | Francisca Jorge          | Anna Rogers Christina Rosca           | 6-4, 6-3            |
| 11. | 29 aprile 2023    | Oeiras Ceto Open, Oeiras                                    | Terra rossa | Fernanda Contreras Gómez | Jesika Malečková Renata Voráčová      | 6-3, 6-2            |

#### Sconfitte (12)
| Torneo $100.000 (2) |
| Torneo $80.000 (0)  |
| Torneo $75.000 (0)  |
| Torneo $60.000 (0)  |
| Torneo $50.000 (0)  |
| Torneo $40.000 (0)  |
| Torneo $25.000 (4)  |
| Torneo $15.000 (4)  |
| Torneo $10.000 (2)  |

| N.  | Data             | Torneo                                                                   | Superficie  | Partner             | Avversarie                                    | Punteggio            |
| 1.  | 13 aprile 2014   | Circuito Feminino de Tenis do Estado de São Paulo, São José do Rio Preto | Terra rossa | Carolina Alves      | Maria Fernanda Alves Paula Cristina Gonçalves | 2-6, 0-6             |
| 2.  | 21 giugno 2014   | AAT Women's Circuit Villa Maria, Villa María                             | Terra rossa | Eduarda Piai        | Sofía Luini Ana Madcur                        | 2–6, 6–4, [7–10]     |
| 3.  | 27 luglio 2014   | Circuito Feminino Future de Tênis, Campos do Jordão                      | Cemento     | Carolina Alves      | Nathaly Kurata Giovanna Tomita                | 3-6, 2-6             |
| 4.  | 6 luglio 2019    | Cancun Tennis Cup, Cancún                                                | Cemento     | Eduarda Piai        | Hind Abdelouahid Marija Koz'reva              | 6(0), 4–6            |
| 5.  | 17 ottobre 2020  | Madeira Ladies Open, Funchal                                             | Cemento     | Beatriz Haddad Maia | Arianne Hartono Eva Vedder                    | 6–4, 1–6, [7–10]     |
| 6.  | 10 luglio 2021   | Open São Domingos, Lisbona                                               | Cemento     | Ma Shuyue           | Han Na-lae Momoko Kobori                      | 3-6, 1-6             |
| 7.  | 4 settembre 2021 | Magic Hotel Tours, Monastir                                              | Cemento     | Jazmín Ortenzi      | Ma Yexin Moyuka Uchijima                      | 2-6, 6-2, [6-10]     |
| 8.  | 30 gennaio 2022  | Confederacao Brasileira de Tenis, Florianópolis                          | Cemento     | Jessie Aney         | Andrea Gámiz Sofia Sewing                     | 6(2)-7, 4-6          |
| 9.  | 14 maggio 2022   | Osijek Open, Osijek                                                      | Terra rossa | Jessie Aney         | Mana Kawamura Funa Kozaki                     | 3–6, 6–2, [8–10]     |
| 10. | 25 giugno 2022   | Cantanhede Ladies Open, Cantanhede                                       | Sintetico   | Emily Webley-Smith  | Jessy Rompies Olivia Tjandramulia             | 2-6, 6(1)-7          |
| 11. | 20 ottobre 2024  | Macon Tennis Classic, Macon                                              | Cemento     | Quinn Gleason       | Sophie Chang Katarzyna Kawa                   | 5-7, 4-6             |
| 12. | 10 agosto 2025   | Koser Jewelers Tennis Challenge, Landisville                             | Cemento     | Simona Waltert      | Carmen Corley Ivana Corley                    | 6-4, 6(4)-7, [10-12] |